# Dichocoenia stokesi
Dichocoenia stokesi är en korallart som beskrevs av Milne Edwards och Jules Haime 1848. Dichocoenia stokesi ingår i släktet Dichocoenia och familjen Meandrinidae. Inga underarter finns listade i Catalogue of Life.